# Сакукаво
Сакукаво (груз. საკუკავო) — село в Грузии, на территории Хобского муниципалитета края (мхаре) Самегрело-Верхняя Сванетия.

## География
Село находится в западной части Грузии, к югу от реки Джуми, на расстоянии приблизительно 10 километров (по прямой) к северо-западу от города Хоби, административного центра муниципалитета. Абсолютная высота — 13 метров над уровнем моря.

## Население
По результатам официальной переписи населения 2014 года, в Сакукаво проживало 382 человека (193 мужчины и 189 женщин). В национальной структуре населения грузины составляли 99,7 %, русские — 0,3 %.
| Год  | Население, человек |
| ---- | ------------------ |
| 2002 | 496                |
| 2014 | ↘ 382              |